# Agnes van Bohemen (1269-1296)
Anežka van Bohemen (5 september 1269 - 17 mei 1296) was een dochter van Přemysl II Ottokar von Bohemen en van Kunigunde van Halitsch.
Zij trouwde in 1289 met Rudolf II van Oostenrijk, die een jaar na hun huwelijk overleed. Kort na zijn overlijden beviel Agnes van hun zoon, Jan Parricida. Na de dood van haar man woonde ze tot 1295 in Slot Brugg in Brugg, Aargau in Zwitserland. Daarna werd ze non in het clarissenklooster in Praag. 